# わざわざ言うテレビ
『わざわざ言うテレビ』（わざわざいうテレビ）は2015年11月10日から2017年6月28日まで、テレビ大阪で毎週水曜日0:12 - 1:00（火曜日深夜）に放送されていたトークバラエティ番組である。

## 概要
同番組は黒田有（メッセンジャー）、村本大輔（ウーマンラッシュアワー）、マギーの3人がMCを務め、MCやゲストに関する打ち明けたいこと、カミングアウトしたいことや世の中に対する不平不満など、言わなくてもいい本音を打ち明ける毒舌トークバラエティーである。
番組は公開生放送or収録形式で行われ、来場できるのは18歳以上女性のみに限定（同伴も同様。普通科・定時制の高校生は生放送・収録時間が深夜に及ぶため風紀上見学不可）となっている。ただし2016年10月以降は、番組観覧の募集を停止している。また、2017年1月17日放送より、オールロケ形式に変更された。

## ネット局
| 放送対象地域   | 放送局         | 系列           | 放送日時                     | 放送開始日     | 備考       |
| -------------- | -------------- | -------------- | ---------------------------- | -------------- | ---------- |
| 大阪府         | テレビ大阪     | テレビ東京系列 | 水曜 0:12 - 1:00（火曜深夜） | 2015年11月10日 | 製作局     |
| 福岡県         | TVQ九州放送    | テレビ東京系列 | 水曜 1:00 - 1:30（火曜深夜） | 2016年1月8日   | 遅れネット |
| 北海道         | テレビ北海道   | テレビ東京系列 | 火曜 1:25 - 1:55（月曜深夜） | 2016年1月14日  | 遅れネット |
| 愛知県         | テレビ愛知     | テレビ東京系列 | 日曜 2:20 - 2:50（土曜深夜） | 2016年4月3日   | 遅れネット |
| 岡山県・香川県 | テレビせとうち | テレビ東京系列 | 火曜 0:12 - 1:00（月曜深夜） | 2016年4月4日   | 遅れネット |

### 過去のネット局
| 放送対象地域 | 放送局   | 系列    | 放送日時                     | 放送開始日 - 終了日           | 備考 |
| ------------ | -------- | ------- | ---------------------------- | ----------------------------- | ---- |
| 長崎県       | 長崎放送 | TBS系列 | 水曜 0:40 - 1:10（火曜深夜） | 2016年4月13日 - 2017年3月29日 |      |

## スタッフ
- ナレーター：藤原麻友美、中庭浩史
- 構成：武輪真人、村井聡之、友光哲也
- リサーチ：勝浦慎吾、山下貴、いいのりさ
- TD：川村真也
- SW：森口雅人（以前はCAM）
- CAM：印田英樹、高平和可奈、市川喬章、大谷修平、竹本幸弘、石島憲一、竹田良平
- VE：角田昌弘、林境
- MIX：越中丈司
- 照明：河角徳明
- 美術：杉野光正
- セットデザイン：川越のどか
- 電飾：久保定一
- ビジュアルフォーマット：井口和俊
- EED：山本宗央、竹嶋夕貴、今柳圭央里（山本・竹嶋→以前はEED）、下平高幸
- MA：辻賢一
- 音効：藤澤康太
- 協力：一歩本舗、Dmark、ロボッツ、Nextry、よしもとブロードエンタテインメント、インパクト、自由本舗
- 技術協力：テーク・ワン、SpEED、IDEA、グリーン・アート
- 番宣：内海あづさ（TVO）
- 編成：山田侑加理（TVO）
- WEB：古閑三保子（TVO）
- AD：藤原優駿、篠原彰吾、鈴木啓太、香川直也、山本敦士
- ディレクター：秀島光樹（ロボッツ）、佐伯圭祐（ハレバレ）、与十田孝輔（TVO）、増田健介・久世恵太（よしもとビジョン→よしもとブロードエンタテインメント）、山本博紀（TVO）、三橋秀登（インパクト）、北田浩平（FUNS PRODUCTION）、谷村洋平（ロボッツ）、島田大介
- 企画：岡本宏毅（TVO）
- 演出：空口一城（一歩本舗、以前はチーフディレクター）
- プロデューサー：藤村可那子（TVO）、小林めい（よしもとクリエイティブ・エージェンシー）
- チーフプロデューサー：尾櫃秀樹（TVO）
- 制作協力：吉本興業
- 製作著作：テレビ大阪

### 過去のスタッフ
- ナレーター：永井礼佳、パトリシア
- SW：置塩勝也
- CAM：井村司、千葉健一、山本朱美
- VE：小林光
- オープニング：本郷伸明
- 音効：村山拓也
- 協力：ルーク、よしもとビジョン
- 編成：大川一馬（TVO）
- AD：宮原智仁、小坂彰
- ディレクター：笠原健広（ルーク）、光岡麦（Dmark）
- プロデューサー：坂口大輔（よしもとクリエイティブ・エージェンシー）